# آن‌سو
آن‌سو (به کره‌ای: 욘더؛ انگلیسی: Yonder) یک مجموعه اینترنتی محصول کره جنوبی در سال ۲۰۲۲ با بازی شین ها کیون و هان جی مین است. این مجموعه از ۱۴ تا ۲۱ اکتبر ۲۰۲۲ از تیوینگ پخش شد.

## بازیگران
- شین ها کیون در نقش جا هیون[۳]
- هان جی مین در نقش یه هو[۳]
- لی جونگ اون در نقش سه رین[۷]
- جونگ جین یونگ در نقش دکتر کی[۷]
- به یو رام در نقش پرو پارک[۸]
- چوی ده سونگ
- چا سون به[۹]
- یون یی ره در نقش پیچ[۱۰]
- چوی هی سو در نقش ال سه ری[۱۱]
- جو بو بی در نقش جو اون[۱۱]